# Alex Lifeson
Alex Lifeson, rodným jménem Aleksandar Živojinović (* 27. srpna 1953 Fernie, Britská Kolumbie) je kanadský muzikant, který se proslavil jako kytarista kanadské rockové skupiny Rush. Tu založil v létě roku 1968 a je její nedílnou součástí. S Rush, hraje jak na elektrickou, tak i akustickou kytaru; také na množství ostatních strunných nástrojů jako je mandola, mandolína a bouzouki. Během živých vystoupení zpívá doprovodné vokály a občas hraje na klávesy a basový syntezátor.
Vedle muziky, je Lifeson spolumajitel torontské restaurace The Orbit Room, pilot s licencí, motocyklový jezdec a kuchař.
Spolu s dalšími členy z Rush, kterými jsou Geddy Lee a Neil Peart, byl 9. května 1996 oceněn jako důstrojník řádu Order of Canada.
Jeho jméno "Lifeson" je něco jako překlad svého původního "Živojinović" (jeho rodiče byli srbští imigranti).